# Tyranniscus
Tyranniscus – rodzaj ptaków z podrodziny eleni (Elaeniinae) w rodzinie tyrankowatych (Tyrannidae).

## Występowanie
Rodzaj obejmuje gatunki występujące w północno-zachodniej i zachodniej Ameryce Południowej.

## Morfologia
Długość ciała 11–11,5 cm; masa ciała 8–10 g.

## Systematyka

### Etymologia
Tyranniscus: gr. τυραννος turannos ‘tyran’; łac. przyrostek zdrabniający -iscus.

### Podział systematyczny
Takson ponownie wyodrębniony z Phyllomyias. Do rodzaju należą następujące gatunki:
- Tyranniscus cinereiceps (P.L. Sclater, 1860) – pręgotyranik siwogłowy
- Tyranniscus nigrocapillus (Lafresnaye, 1845) – pręgotyranik czarnogłowy
- Tyranniscus uropygialis (Lawrence, 1869) – pręgotyranik rdzaworzytny